# Ligne Hokusei
La ligne Hokusei (北勢線, Hokusei-sen) est une ligne ferroviaire de la compagnie Sangi Railway, dans la préfecture de Mie au Japon. Elle relie la gare de Nishi-Kuwana à Kuwana à la gare d'Ageki à Inabe.

## Histoire
La Hokusei Railway ouvre la ligne le 5 avril 1914 entre Ōyamada (aujourd'hui Nishi-Kuwana) et Sohara. La ligne est prolongée à Ageki en 1931. En 1965, la ligne passe sous le contrôle de la compagnie Kintetsu, qui la cède à la Sangi Railway en avril 2003.

## Caractéristiques

### Ligne
- Longueur : 20,4 km
- Ecartement : 762 mm
- Alimentation : 750 Vcc
- Nombre de voies : Voie unique

### Liste des gares
| Gare           | Nom japonais | Distance (km) | Correspondances                                                                         | Localisation |
| -------------- | ------------ | ------------- | --------------------------------------------------------------------------------------- | ------------ |
| Nishi-Kuwana   | 西桑名       | 0             | Kintetsu : Nagoya (à Kuwana) JR West : Kansai (à Kuwana) Yoro Railway : Yōrō (à Kuwana) | Kuwana       |
| Umamichi       | 馬道         | 1,1           |                                                                                         | Kuwana       |
| Nishibessho    | 西別所       | 2,0           |                                                                                         | Kuwana       |
| Rengeji        | 蓮花寺       | 3,3           |                                                                                         | Kuwana       |
| Ariyoshi       | 在良         | 4,1           |                                                                                         | Kuwana       |
| Hoshikawa (ja) | 星川         | 5,5           |                                                                                         | Kuwana       |
| Nanawa         | 七和         | 6,9           |                                                                                         | Kuwana       |
| Anoh           | 穴太         | 8,0           |                                                                                         | Tōin         |
| Tōin           | 東員         | 9,7           |                                                                                         | Tōin         |
| Ōizumi         | 大泉         | 12,4          |                                                                                         | Inabe        |
| Sohara         | 楚原         | 14,4          |                                                                                         | Inabe        |
| Ohda           | 麻生田       | 18,1          |                                                                                         | Inabe        |
| Ageki          | 阿下喜       | 20,4          |                                                                                         | Inabe        |